# Achias mitis
Achias mitis är en tvåvingeart som beskrevs av Mcalpine 1994. Achias mitis ingår i släktet Achias och familjen bredmunsflugor. Inga underarter finns listade i Catalogue of Life.